# Casey Braxton
Casey Braxton es un personaje ficticio de la serie de televisión australiana Home and Away interpretado por el actor australiano Lincoln Younes del 16 de febrero de 2011, hasta el 16 de septiembre de 2014 se anunció que Lincoln dejaría la serie ese mismo año.

## Antecedentes
Casey es el menor y el más tranquilo de los hermanos Braxton. Está dispuesto a alejarse de las payasadas y los problemas que ocasionan sus hermanos. En ocasiones Casey y Heath chocan mucho ya que Heath siempre está pensando en cómo meterse en problemas algo que lo que Casey no quiere ser parte.

## Biografía
Poco después de su llegada a la bahía Casey besa a Ruby Buckton, sin embargo ella no lo acepta ya que tiene entimientos por Romeo Smith.
Más tarde cuando Ruby ve a Casey peleándose con Romeo piensa que están peleando con ella y decide confrontar a Casey, sin embargo las cosas no le salen bien y termina siendo humillada por Casey. Poco después Casey se une a Dexter Walker y Xavier Austin para gacer un proyecto de ciencias y los tres parecen llevarse bien.
Cuando Miles Copeland se da cuenta de que Casey es bueno en ciencias decide meterlo en la competencia de esa materia. Poco después de que Ruby fuera humillada en la escuela, al descubrirse que se había acostado con Romeo, el novio de su "amiga" Indigo Walker. Días después Xavier y Casey salen a dar un paseo y en el camino se encuentran a Ruby, junos se van sin embargo se quedan sin gasolina, cuando Xavier decide ir por ella Ruby y Casey se quedan a cuidar el coche, después de platicar un rato terminan acostándose, sin embargo son descubiertos por Charlie quien había encontrado a Xavier corriendo en la carretera y lo había acompañado para ayudarlos. Poco después Casey y Xavier obtuvieron empleados como repartidores de Pizza de Angelo's.
Pronto Casey comienza a salir con Ruby, sin embargo la relación termina después de la muerte de su madre Charlie Buckton. Más tarde Casey comienza una relación con la maestra Henrietta Brown y ambos deciden mantenerlo en secreto, sin embargo después de que la relación es descubierta esta termina.
En agosto del 2012 Casey le disparó a su padre quien murió en el hospital luego de que Danny intentara que su hijo matara al Pete Simpson, el gerente  del bar que estaba robando. Casey es arrestado y se niega a recibir ayuda de Brax, su consejera Natalie Davison o un abogado, sin embargo Natalie y Brax logran hacerle ver que Danny le tendió una trampa y Casey decide aceptar la ayuda de un abogado y defenderse de las acusaciones. Heath molesto por la muerte de su padre culpa a Casey por lo sucedido, sin embargo logran superar sus diferencias y Heath lo apoya. 
Más tarde Casey pensando que ya no es un joven inocente decide tatuarse el tatuaje que tenía su padre "All or Nothing", poco después Casey comienza a ser seguido por Kyle Benett quien desea vengarse por la muerte de Danny, cuando Casey decide ir al bosque con Sasha Bezmel es seguido por Kyle y en la noche Casey y Sasha terminan teniendo relaciones. Cuando Brax lo invita a irse unos días fuera de la bahía y Casey acepta, sin embargo mientras Brax va a comprar comida Casey es secuestrado y cuando se despierta descubre que su secuestrador es su medio hermano Kyle Braxton. Poco después Kyle le exige a Casey que le hable a Brax y le diga que lo deje en paz y que se despida de él porque será la última vez que hable con Brax, cuando Casey habla con su hermano logra darle pistas acerca de su paradero y Brax y Natalie van a rescatarlo. En el desierto es encontrado por Tamara Kingsley quien lo ayuda a escapar y poco tiempo después Brax y Natalie lo encuentran y regresan a la bahía. Más tarde Sasha le dice que cree que está embarazada y él la apoya, sin embargo poco después de realizarse una prueba Sasha descubre que no está embarazada, poco después Casey y ella comienzan una relación.
Casey va a juicio por el asesinato de su padre, durante el juicio llaman al estrado a Natalie, Tamara y Pete quienes declaran a su favor, poco después Casey es encontrado inocente pero culpable de robo y sentenciado a pasar un tiempo de detención periódica, ese mismo día Casey regresa a su hogar con sus hermanos. Poco después Sasha termina con Casey cuando le pide que ponga sus sentimientos en orden y descubra porqué quiere que Tamara se quede en la bahía. Más tarde Sasha y Tamara comienzan a pelear por los sentimientos de Casey pero este les dice que no escogerá entre ellas dos ya que considera que no es justo para ellas ya que él irá al centro correccional de Crestview una vez al mes por un año para cumplir su sentencia.
En la correccional Casey rápidamente se hace enemigo del joven Courtney Freeman quien comienza a molestarlo, sin embargo el amigo de Natalie y oficial de educación dentro de la correccional Zac MacGuire lo protege y hace que Casey lo golpee para que se gane el respeto de los otros prisioneros y así dejen de molestarlo. Casey comienza a salir con Tamara lo que deja destrozada a Sasha, más tarde cuando Tamara va a visitarlo a la correccional Casey se molesta y le dice que no quiere verla, cuando sale Brax le dice que Tamara estaba molesta por lo sucedido más temprano ese día en la correccional y Casey le dice que solo lo hizo porque no quería que ella estuviera en ese tipo de lugares, por lo que Brax le dice que no debería de alejar a la persona que ama para protegerla ya que en algún momento ella podría irse y lo lamentaría (refiriéndose a su situación con Natalie).
En mayo del 2014 Casey queda destrozado cuando descubre que era hijo de Johnny Barrett y no de Danny, su comportamiento comienza a cambiar, Brax, Heath y Kyle le dicen que no importa que no compartan lazos de sangre ya que siempre serían hermanos, sin embargo Casey decide irse un tiempo de la bahía para pensar y poco después regresa con sus hermanos.
Más tarde Casey se hace amigo de Denise Miller, la sobrina de Zac, pero pronto comienza a tener sentimientos por ella, y aunque al inicio decide no hacer nada ya que Denny era novia de Chris decide decirle lo que siente y cuando Denny rompe con Chris, comienzan a salir, más tarde Casey le dice a Brax que le pedirá matrimonio a Denny.
El 15 de septiembre cuando Casey intenta salvar a su medio hermano Josh Barrett quien había sido secuestrado por Jake Pirovic, recibe un disparo y muere, lo que deja destrozados a Brax, Heath, Kyle, Josh y Denny.
El 18 de mayo de 2015 Ricky da a luz al hijo de que estaba esperando con Brax, y lo nombra Casey Braxton-Sharpe, en honor a su tío Casey.